# Andrés Guglielminpietro
Andrés Guglielminpietro, detto Guly (San Nicolás, 10 aprile 1974), è un allenatore di calcio ed ex calciatore argentino, di ruolo centrocampista.

## Biografia
Nato e cresciuto nella provincia di Buenos Aires, è figlio di un ingegnere petrolifero di origini italiane del Piemonte e di una casalinga. Alla fine degli anni 1990 ha acquisito la cittadinanza italiana.

## Carriera

### Giocatore

#### Club

##### Gli inizi
Inizia nelle giovanili del Gimnasia, con cui debutta in prima squadra nel 1994 e gioca per quattro anni nel ruolo di esterno offensivo.

##### Milan, Inter e Bologna
Nel giugno 1998 viene acquistato dal Milan per 10 miliardi di lire, esordendo in Coppa Italia contro il Torino. Inizialmente relegato in panchina dall'allenatore Alberto Zaccheroni, riesce in seguito a ottenere un posto da titolare nel 3-4-3: il 17 gennaio 1999, contro il Perugia, realizza la prima rete in Serie A. Chiude la prima stagione in rossonero con la vittoria dello scudetto: nell'ultima giornata di campionato va ancora a segno, sempre contro il Perugia, con un potente destro da fuori area, confermandosi anche un ottimo rifinitore. Il 17 luglio 2001, per via del poco spazio riservatogli dai tecnici, passa all'Inter in uno scambio con Cristian Brocchi.
In nerazzurro sfiora la conquista di un altro scudetto e raggiunge due semifinali in campo europeo: in Coppa UEFA nel 2001-02 e in Champions League l'anno seguente. Il 18 luglio 2003 viene ceduto in prestito al Bologna di Carlo Mazzone: il successivo 21 settembre, al 62' di Bologna-Udinese segna un gol con la mano che l'arbitro Daniele Tombolini, erroneamente, convalida.

##### Fine carriera
Nell'estate successiva è nuovamente in Argentina, al Boca Juniors, nelle cui file disputa una stagione conquistando la Coppa Sudamericana. Il 4 luglio 2005 firma per l'Al-Nasr, club degli Emirati Arabi Uniti. Il 6 febbraio 2006 fa ritorno in prestito al Gimnasia, la squadra che lo aveva lanciato.
Il 1º gennaio 2007 decide di ritirarsi ed entrare nello staff di Diego Simeone, diventando successivamente vice di Nelson Vivas.

#### Nazionale
Il 31 marzo 1999 ha fatto il suo esordio in amichevole pareggiata 1-1 contro l'Olanda, subentrando nel 2º tempo ad Ariel Ortega. È stato convocato nella Nazionale argentina che ha disputato la Copa América 1999 (prendendo parte a due gare della fase a gironi, contro Ecuador e Colombia). In totale ha disputato 6 partite, senza segnare.

### Allenatore
Il 27 febbraio 2014 diventa allenatore del Douglas Haig. Il 21 giugno 2015 dopo la sconfitta contro il Guaraní Antonio Franco decide di dimettersi.
Il 27 novembre viene nominato tecnico della Nueva Chicago, che è appena retrocessa in Primera B Nacional. Il 3 aprile 2016 dopo la sconfitta interna per 2 a 1 contro il Guillermo Brown decide di dimettersi, lasciando la squadra al quattordicesimo posto, dopo appena dieci partite totalizzando 3 vittorie, 3 pareggi e 4 sconfitte.
Il 15 aprile viene nominato tecnico del Central Córdoba, che attualmente occupa la diciottesima posizione della Primera B Nacional.
Il 15 marzo 2017 torna al Douglas Haig, con cui aveva iniziato la carriera di allenatore.

## Statistiche

### Presenze e reti nei club
| Stagione                 | Squadra                  | Campionato               | Campionato | Campionato | Coppe nazionali | Coppe nazionali | Coppe nazionali | Coppe continentali | Coppe continentali | Coppe continentali | Altre coppe | Altre coppe | Altre coppe | Totale | Totale |
| Stagione                 | Squadra                  | Comp                     | Pres       | Reti       | Comp            | Pres            | Reti            | Comp               | Pres               | Reti               | Comp        | Pres        | Reti        | Pres   | Reti   |
| ------------------------ | ------------------------ | ------------------------ | ---------- | ---------- | --------------- | --------------- | --------------- | ------------------ | ------------------ | ------------------ | ----------- | ----------- | ----------- | ------ | ------ |
| 1994-1995                | Gimnasia La Plata        | PD                       | 10         | 2          | -               | -               | -               | -                  | -                  | -                  | -           | -           | -           | 10     | 2      |
| 1995-1996                | Gimnasia La Plata        | PD                       | 26         | 1          | -               | -               | -               | CC                 | 2                  | 1                  | -           | -           | -           | 28     | 2      |
| 1996-1997                | Gimnasia La Plata        | PD                       | 32         | 4          | -               | -               | -               | -                  | -                  | -                  | -           | -           | -           | 32     | 4      |
| 1997-1998                | Gimnasia La Plata        | PD                       | 38         | 14         | -               | -               | -               | -                  | -                  | -                  | -           | -           | -           | 38     | 14     |
| 1998-1999                | Milan                    | A                        | 21         | 4          | CI              | 2               | 0               | -                  | -                  | -                  | -           | -           | -           | 23     | 4      |
| 1999-2000                | Milan                    | A                        | 23         | 1          | CI              | 4               | 2               | UCL                | 5                  | 0                  | SI          | 1           | 1           | 33     | 4      |
| 2000-2001                | Milan                    | A                        | 13         | 1          | CI              | 3               | 2               | UCL                | 6                  | 0                  | -           | -           | -           | 22     | 3      |
| Totale Milan             | Totale Milan             | Totale Milan             | 57         | 6          |                 | 9               | 4               |                    | 11                 | 0                  |             | 1           | 1           | 78     | 11     |
| 2001-2002                | Inter                    | A                        | 23         | 0          | CI              | 2               | 0               | CU                 | 8                  | 1                  | -           | -           | -           | 33     | 1      |
| 2002-2003                | Inter                    | A                        | 7          | 0          | CI              | 2               | 0               | UCL                | 6                  | 0                  | -           | -           | -           | 15     | 0      |
| Totale Inter             | Totale Inter             | Totale Inter             | 30         | 0          |                 | 4               | 0               |                    | 14                 | 1                  |             | -           | -           | 48     | 1      |
| 2003-2004                | Bologna                  | A                        | 18         | 2          | CI              | 3               | 0               | -                  | -                  | -                  | -           | -           | -           | 21     | 2      |
| 2004-2005                | Boca Juniors             | PD                       | 24         | 6          | -               | -               | -               | CS+CL              | 16                 | 5                  | RS          | 1           | 0           | 41     | 11     |
| 2005-2006                | Al-Nasr                  | FL                       | 9          | 4          | CP+FC           | ?               | ?               | -                  | -                  | -                  | -           | -           | -           | 9+     | 4+     |
| 2006-2007                | Gimnasia La Plata        | PD                       | 11         | 1          | -               | -               | -               | CS                 | 4                  | 0                  | -           | -           | -           | 15     | 1      |
| Totale Gimnasia La Plata | Totale Gimnasia La Plata | Totale Gimnasia La Plata | 114        | 22         |                 | -               | -               |                    | 6                  | 1                  |             | -           | -           | 120    | 23     |
| Totale Carriera          | Totale Carriera          | Totale Carriera          | 252        | 40         |                 | 16+             | 4+              |                    | 47                 | 7                  |             | 2           | 1           | 317+   | 52+    |

### Cronologia presenze e reti in nazionale
| Cronologia completa delle presenze e delle reti in nazionale ― Argentina | Cronologia completa delle presenze e delle reti in nazionale ― Argentina | Cronologia completa delle presenze e delle reti in nazionale ― Argentina | Cronologia completa delle presenze e delle reti in nazionale ― Argentina | Cronologia completa delle presenze e delle reti in nazionale ― Argentina | Cronologia completa delle presenze e delle reti in nazionale ― Argentina | Cronologia completa delle presenze e delle reti in nazionale ― Argentina | Cronologia completa delle presenze e delle reti in nazionale ― Argentina |
| Data                                                                     | Città                                                                    | In casa                                                                  | Risultato                                                                | Ospiti                                                                   | Competizione                                                             | Reti                                                                     | Note                                                                     |
| ------------------------------------------------------------------------ | ------------------------------------------------------------------------ | ------------------------------------------------------------------------ | ------------------------------------------------------------------------ | ------------------------------------------------------------------------ | ------------------------------------------------------------------------ | ------------------------------------------------------------------------ | ------------------------------------------------------------------------ |
| 31-3-1999                                                                | Amsterdam                                                                | Paesi Bassi                                                              | 1 – 1                                                                    | Argentina                                                                | Amichevole                                                               | -                                                                        | 46’ 82’                                                                  |
| 9-6-1999                                                                 | Chicago                                                                  | Messico                                                                  | 2 – 2                                                                    | Argentina                                                                | Amichevole                                                               | -                                                                        | 46’                                                                      |
| 13-6-1999                                                                | Washington                                                               | Stati Uniti                                                              | 1 – 0                                                                    | Argentina                                                                | Amichevole                                                               | -                                                                        |                                                                          |
| 1-7-1999                                                                 | Luque                                                                    | Argentina                                                                | 3 – 1                                                                    | Ecuador                                                                  | Coppa America 1999 - 1º turno                                            | -                                                                        | 67’                                                                      |
| 4-7-1999                                                                 | Luque                                                                    | Argentina                                                                | 0 – 3                                                                    | Colombia                                                                 | Coppa America 1999 - 1º turno                                            | -                                                                        | 68’                                                                      |
| 28-10-1999                                                               | Córdoba                                                                  | Argentina                                                                | 2 – 1                                                                    | Colombia                                                                 | Amichevole                                                               | -                                                                        | 66’                                                                      |
| Totale                                                                   |                                                                          | Presenze                                                                 | 6                                                                        |                                                                          | Reti                                                                     | 0                                                                        |                                                                          |

## Palmarès

### Giocatore

#### Club

##### Competizioni nazionali
- Campionato italiano: 1

Milan: 1998-1999

##### Competizioni internazionali
- Coppa Sudamericana: 1

Boca Juniors: 2004